# جيولا

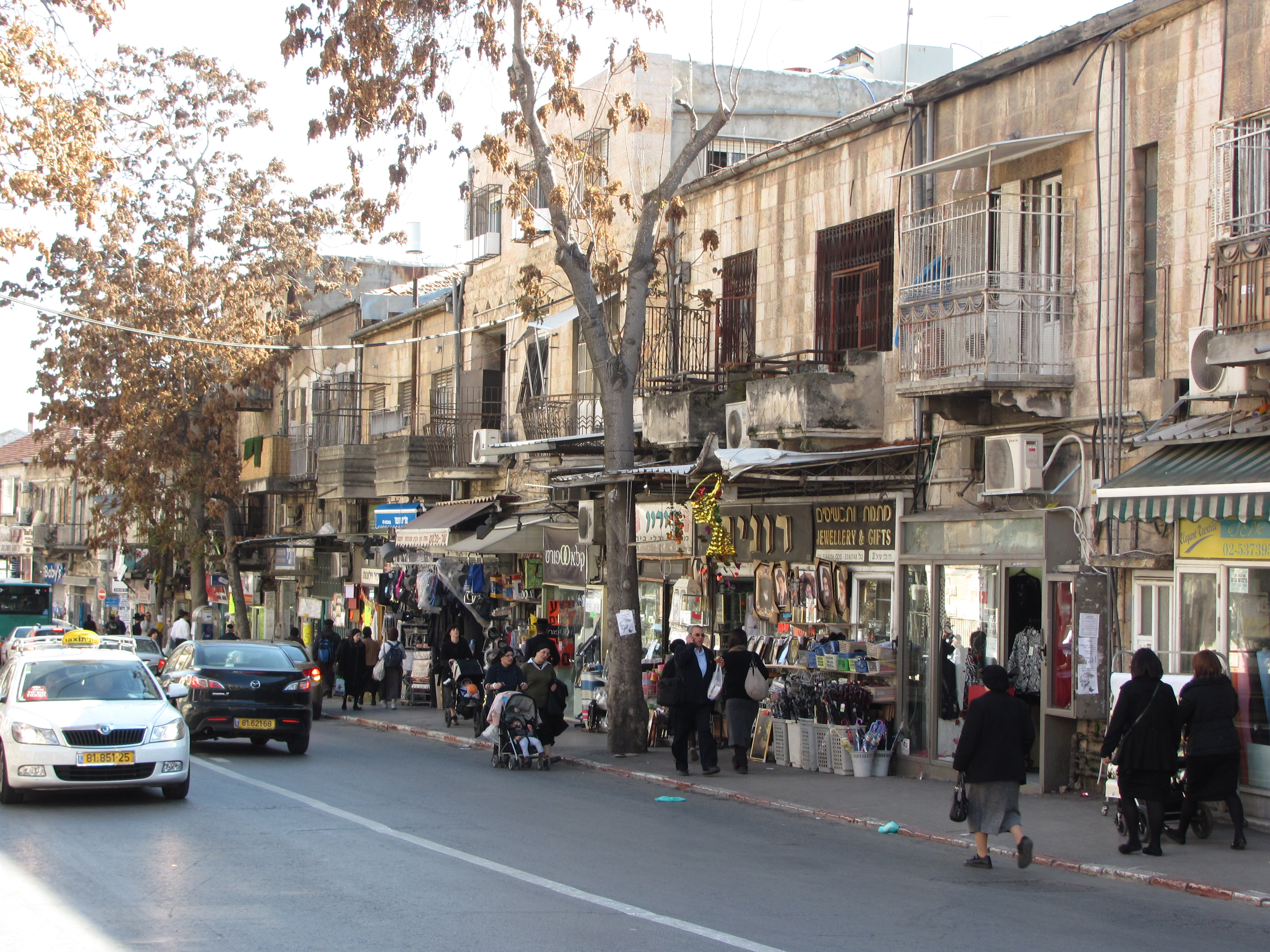
شارع ملخي يسرائيل

جيولا (بالعبرية: גאולה) هو حي في وسط القدس، يسكنه اليهود الحريديم بشكل رئيسي. يحد جيولا حي زخرون موشيه ومكور باروخ من الغرب، وحي بوخاريم من الشمال، وحي ميا شعريم من الشرق ووسط مدينة القدس من الجنوب.

## التاريخ

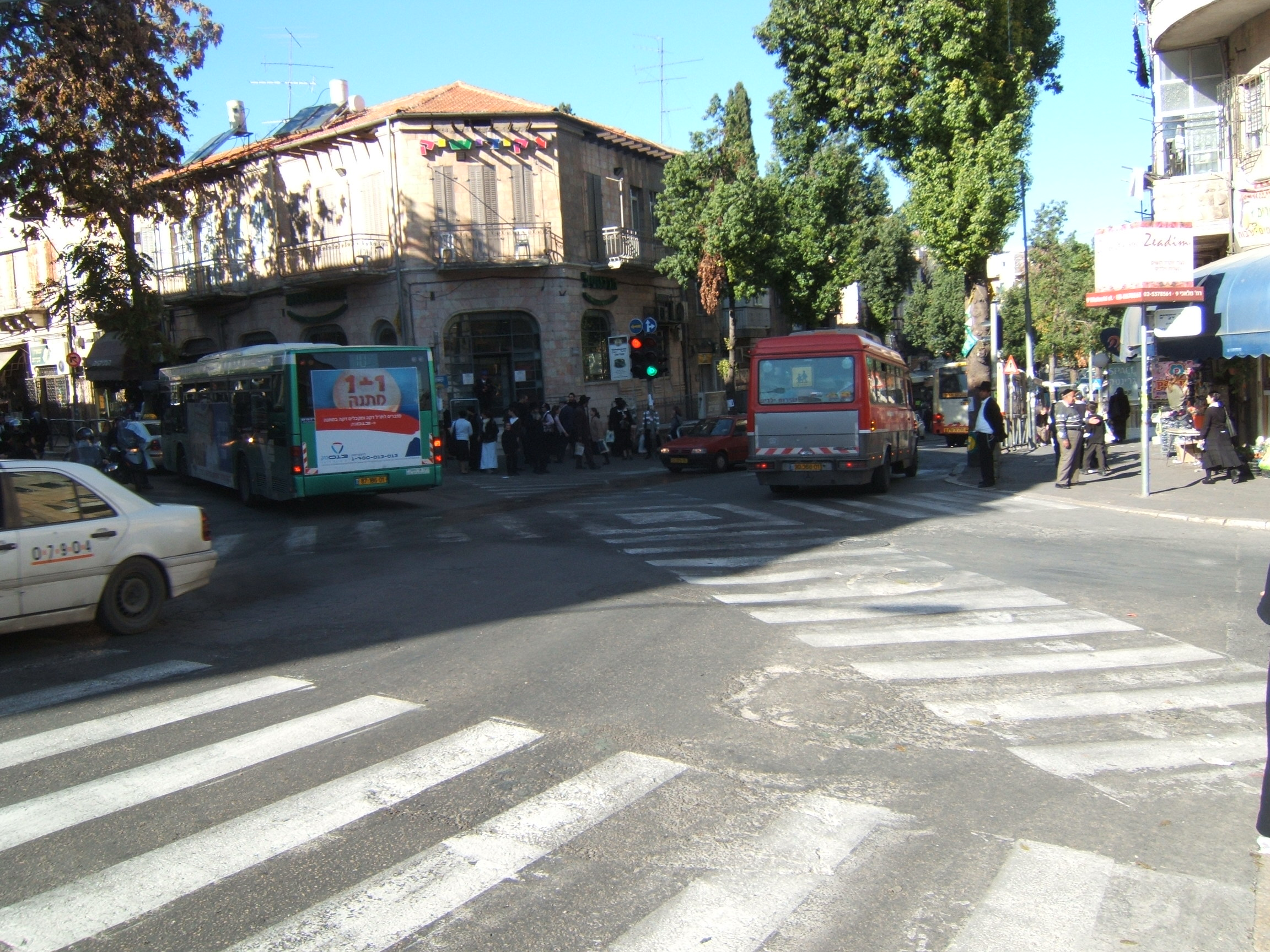
كيكار هشبات، تقاطع جيولا الرئيسي

تأسس حي جيولا في 1927-28. كان في الأصل حيًا مختلطا من اليهود العلمانيين والمتدينين. بنى القنصل البريطاني في القدس، جيمس فين، منزله في المنطقة في عام 1855، مستخدماً عمالاً يهود. وهو ثالث مبنى يُبنى خارج أسوار البلدة القديمة.
طُور حي جيولا من قبل المصرفي أبراهام شاسيدوف (مؤسس بنك ديسكونت إسرائيل) الذي سمى الشارع الرئيسي على اسم ابنته الكبرى، جيولا. مقابلة مع جيولا.
سميت جيولا على الشارع الرئيسي في الحي، شارع جيولا، الآن شارع ملخي يسرائيل. كان شارع جيولا المركز التجاري لمختلف المجتمعات المحلية مثل حي كيرم أفرهام، ياغيا كابايم، زيخيرون موشي، باتى هورينشتاين، وحي أشفا. تعرف هذه المجتمعات اليوم مجتمعة باسم حي جيولا. يصطف شارع ملخي يسرائيل بعشرات المتاجر الصغيرة. الحي هو موطن للعديد من المدارس الدينية والمعابد اليهودية.

## المعالم
كيكار هشابات هو التقاطع الرئيسي. دار أيتام صهيون بلومنتال، التي تأسست في عام 1900، ومعسكر شنيلر -سابقا دار الأيتام السورية التي تأسست في عام 1860 -أصبحت جزءا من جيولا مع توسع الحي. وتوجد مدرسة غور، التي تضم 000 10 مقعد، في جيولا أيضًا. كما يضم الحي كريشمي، أول حانة حريدية في القدس.

## سكان ملحوظون
- عادا يونات[5]

## قراءة معمقة
- Goshen-Gottstein, Esther R.: Growing up in “Geula”: Socialization and family living in an ultra-Orthodox Jewish subculture. In: Israel Journal of Psychiatry and Related Sciences, Vol 21(1), 1984, 37–55.

## روابط خارجية
- Yaffi Spodek and Josh Tapper: Get Your Kosher Ice Cream: A New Parlor Draws Crowds and Critics نسخة محفوظة 15 مارس 2012 على موقع واي باك مشين., Journey to Jerusalem, 24 April 2010.